# Atlas Vampire
Atlas Vampire (fl. XX secolo) è il soprannome dato a uno sconosciuto assassino, che commise l' omicidio ancora irrisolto conosciuto come il "Vampire Murder Case” a Stoccolma, in Svezia, nel 1932.

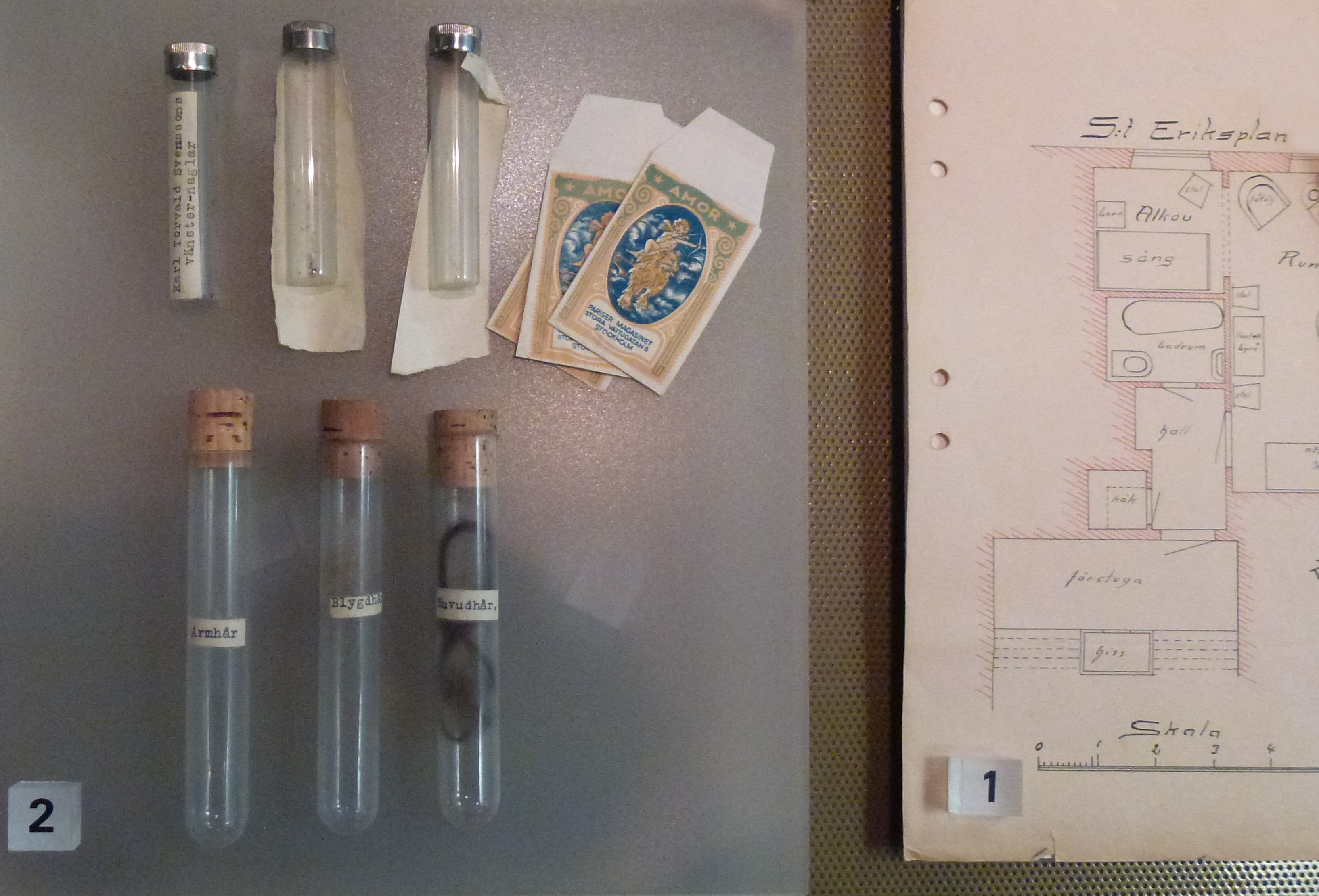
Disposizione dell'appartamento e campioni di prova prelevati dalla scena del crimine, in mostra al Museo della Polizia di Stoccolma

Il giorno 4 maggio del 1932, ad Atlas nei pressi di Sankt Erikspla nell'area di Stoccolma, fu trovato nel suo appartamento il corpo senza vita di Lilly Lindeström, una prostituta trentaduenne.  Dopo una segnalazione da parte dei vicini la polizia fece irruzione nell'appartamento di Lilly, rinvenendo il cadavere quando ormai erano passati 2-3 giorni dal decesso. La vittima aveva subito un forte trauma alla testa, e fu trovata completamente nuda e sdraiata sul suo letto. Secondo le indagini della polizia, aveva avuto rapporti sessuali con una persona, perché nel suo ano era presente un preservativo, presumibilmente quello utilizzato durante l'atto sessuale.
Gli inquirenti avevano rinvenuto sul luogo del delitto anche un mestolo per il sugo, e dopo un'ulteriore ispezione del corpo si resero conto che il suo corpo era stato svuotato di gran parte del suo sangue. La polizia sospettò che l'attrezzo fosse stato usato dall'assassino per bere il sangue di Lilly. In quel periodo non venivano effettuati test DNA, che avrebbero forse permesso di identificare il colpevole. Gli investigatori in quel periodo non erano in grado di fare test specifici nonostante l'abbondanza di fluidi corporei lasciati sulla scena del crimine. Secondo alcune indiscrezioni, si presuppose che l'assassino di Lilly fosse stato il suo ultimo cliente, probabilmente un habitué del posto. Per tentare di identificare  il colpevole vari clienti vennero sospettati, ma dopo una lunga indagine nessuno fu accusato dell'omicidio della ragazza trenteduenne.
L'omicidio rimane ad oggi un caso irrisolto.
Il musicista svedese Eric Malmberg ha pubblicato nel 2007 una canzone in versione strumentale intitolata “Till Minne Av Lilly Lindström!“, tradotto in italiano “In memoria di Lilly Lindström” per ricordare Lilly.